# Jude (chanteur)
Pour les articles homonymes, voir Jude.
Jude, né Michael Jude Christodal le 16 octobre 1970 à Boston (Massachusetts), est un chanteur-auteur-compositeur américain. Son style se rapproche de la pop et de la pop rock ; lui-même ne sait se classer dans un genre musical. On remarque surtout sa voix pouvant monter très haut dans les aigus.

## Biographie
C'est son père, lui-même guitariste, qui lui fit découvrir la musique en chantant. Jude chanta sa première chanson en public vers 6 ans, accompagné à la guitare par son père sur un classique de Noël nommé « Little drummer boy ».
Jude a étudié au College of charleston, à l'université de Boston et à l'université Emory. Après avoir obtenu son diplôme de philosophie, Jude pense tout d’abord à écrire des romans avant de se tourner vers la poésie qu’il apprécie par-dessus tout. Après avoir écrit ses premiers textes il lui devient évident qu’il faut les chanter. Néanmoins, il ne pense que plus tard à les interpréter lui-même. À ses débuts il doit exercer plusieurs petits métiers pour vivre : il fait la vaisselle, participe à la construction de maisons, vend des ordinateurs… Pendant ce temps, il écrit et compose sa propre musique, jouant de la guitare acoustique, électrique, nylon et du piano.
Ses performances parviennent à l'oreille de BMG songs avec qui il peut donc enregistrer son premier disque : 430 N. Harper Ave. En 1997. Mais c'est surtout l'inclusion de son titre I know dans la bande originale du film The city of Angel qui le propulse dans la conscience du public.
Avec le label Maverick créé par Madonna, il sort No one is really beautiful en 1998 qui est très apprécié par la presse française. Par la suite, sa maison de disques veut avoir plus de prise sur sa musique, « Ils ont insisté pour poser leurs empreintes graisseuses sur toutes mes chansons », et, en 2001, il sort King of yesterday qui est jugé trop commercial. Après l'échec subi par l'album et avec la frustration de ne pas pouvoir faire la musique qu'il veut, Jude décide de ne pas poursuivre son contrat avec le label Maverick. En 2004, il enregistre Sarah et le produit lui-même, sans maison de disques ; Sarah sort en France un peu plus tard, publié par Naïve Records qui devient ainsi son label français. L'année suivante, il revient avec Redemption. Jude autoproduit en 2008 l'album Cuba, distribué par CDBaby, qui présente des chansons composées à l'époque de son premier album et jamais enregistrées ainsi que Cuba, à l'origine sur l'album King Of Yesterday et refusée par sa maison de disques car elle racontait son combat contre l'industrie de la musique. Jude est actuellement domicilié à Los Angeles en Californie.
Jude a joué dans un groupe nommé les Low Stars avec Chris Seefried, Jeff Russo et Dave Gibbs, dont l'album du même nom est sorti en février 2007. Il les a quittés en août 2007 pour se concentrer sur sa carrière solo.
En 2015, Jude fait appel au financement participatif sur le site Pledgemusic pour financer la sortie d'un nouvel EP intitulé "Me and My Monster".

## Discographie

### Albums
- 430 N. Harper Ave. (1997)
- No One is Really Beautiful (1998)
- King of Yesterday (2001)
- Sarah (2004)
- Redemption (2006)
- Cuba (2008)

### E.P.
- You're So Hot I Love You (1999)
- Crescent Heights Shuffle (2007)

Jude a écrit de nombreuses chansons qui n’ont jamais été enregistrées mais qu’il joue lors de ses concerts. Ainsi On the Dance Floor, dont il donne des performances régulières, n’est jamais apparue sur l’un de ses albums. Pour n’en citer que quelques-unes : Pretty Liar (avec Kevi de 1000 clowns), Gay Cowboy, Need You Here, My Name is Death, Dr. Evil, Be Mine, Sarah Goodnight, Bye Bye, Bad Boyfriend, Mayfair Market…

## Autres travaux

### Films
- City of Angels - I Know
- Destination finale 2 - My Name Is Death
- The Animal - Everything’s all Right (I think it’s time)
- Sex Academy - True et King of Yesterday
- Bubble Boy - King of Yesterday
- I'm sorry Now apparaît dans le disque where music meets film du Festival du film de Sundance
- Barry Munday - compositeur de la bande originale

### Télévision (séries)
- Alias - All I Wanna Do et Everything's All Right
- Lost - You All Everybody
- Ellen Show - Theme Song
- Newport Beach - Out of LA et Save Me
- Roswell - Everything I Own
- Dawson (série télévisée) (Dawson's creek) - I Do
- Felicity - King of Yesterday, Charlie Says et I'm Sorry Now
- Les Frères Scott - Need You Here
- Smallville - Everything I Own
- Mind of the Married Man - I'm Sorry Now
- Dr House -  "The Way That You Want Me" et "I Know"
- Banshee - "Madonna" (saison 1 épisode 10)